# Arturo Fuente

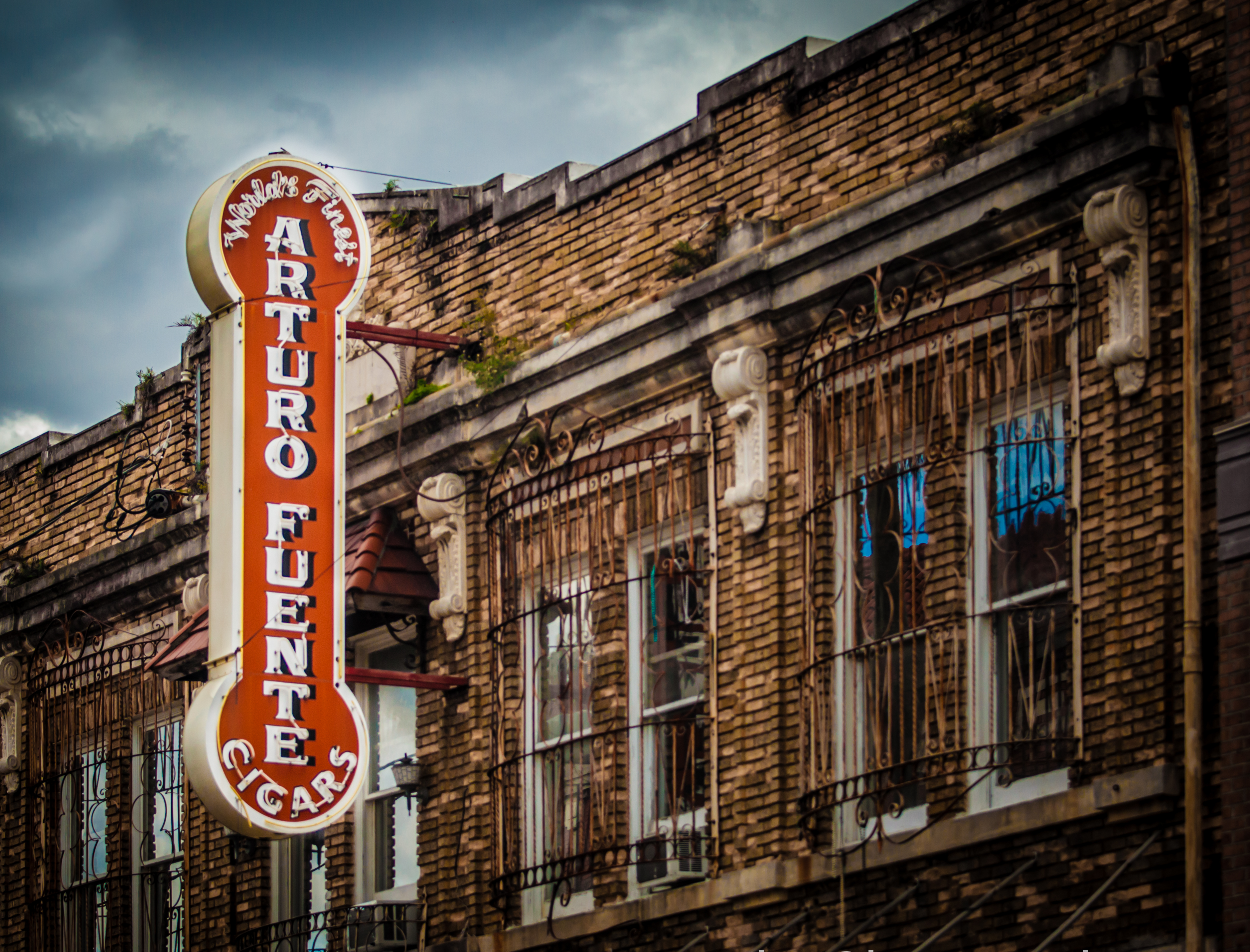
Reclame voor Arturo Fuente

Arturo Fuente is een sigarenmerk. Het bedrijf is gestart door Arturo Fuente in West Tampa, Florida. In 2010 maakte het bedrijf 30 miljoen sigaren in hun fabriek in de Dominicaanse Republiek. Alle sigaren worden met de hand gemaakt. 

## Geschiedenis
In 1912 opende Arturo Fuente zijn fabriek in West Tampa, Florida. Hij was een Cubaanse vluchteling. In 1958 werd het bedrijf overgenomen door de zoon van Arturo Fuente, genaamd Carlos Fuente. Het bedrijf heeft verschillende fabrieken gehad, op verschillende plaatsen. In 1980 werd er een fabriek geopend in de Dominicaanse Republiek, sindsdien is Arturo Fuente daar gevestigd.

## Producten
- Arturo Fuente
- Arturo Fuente 8-5-8
- Arturo Fuente Añejo
- Arturo Fuente Don Carlos
- Arturo Fuente Rosado Sungrown Magnum R
- Brevas Royale
- Chateau Fuente
- Curly Head
- Fuente Fuente Opus X
- Hemingway series
- Opus X Lost City Edition
- Montesino cigars by Arturo Fuente